# Sakarya (tartomány)
Sakarya tartomány Törökország egyik márvány-tengeri tartománya, székhelye Adapazarı városa. Nyugaton Kocaeli, délen Bilecik, délkeleten Bolu, keleten Düzce határolja. A tartomány fő folyója a Sakarya. Törökország történelme szempontjából Sakarya nagy jelentőséggel bír: a török függetlenségi háború fontos csatáit vívták itt.

## Körzetek
A tartománynak 13 körzete van:
- Adapazarı
- Akyazı
- Ferizli
- Geyve
- Hendek
- Karapürçek
- Karasu
- Kaynarca
- Kocaali
- Pamukova
- Sapanca
- Söğütlü
- Taraklı